# Glass Onion
"Glass Onion" é uma canção da banda The Beatles lançada no álbum The Beatles ou Álbum Branco de 1968. Escrita por John Lennon e creditada à dupla Lennon-McCartney.

## Origens da Criação
A música possui significados ocultos através de outras canções deles tais como: "Strawberry Fields Forever", "There's a Place", "I'm Looking Through You", “I Am The Walrus”, "Within You Without You", "Lady Madonna", "The Fool on the Hill", e "Fixing a Hole".
Uma das últimas músicas com apelo psicodélico, Lennon criou pensando em todo aquele mito envolvendo a lenda da morte de Paul McCartney e as mensagens ocultas de “Sgt. Peppers”: “Eu lancei aquela de 'the Walrus (morsa) era Paul, só para confundir mais as pessoas. Poderia ter sido ‘O Fox terrier era Paul’ que teria dado no mesmo, entende? Era apenas um pouco de poesia sobre isso e eu estava ficando farto daquela coisa sobre a morte de Paul, Peppers, escutar discos ao contrário e toda essa baboseira.” Além disso, a referência “The Walrus was Paul” era tanto sobre a música “I Am The Walrus” (na capa do disco “Magical Mystery Tour”, Paul era o personagem da morsa ou “Walrus” em inglês) quanto a Lennon “dizendo algo legal sobre Paul” tentando se reaproximar do companheiro na época. Coincideintemente a frase anterior é “well here's another clue for you all” ou “bem, aqui vai mais uma pista pra vocês todos”.

## Letra
"Looking Through a Glass Onion." pode ser traduzido como, “Olhando Pela Cebola de vidro” ou “Olhando Através do Óculos de cebola” (apelido daqueles óculos redondos usados por John).
A frase dedicada a McCartney: “Eu falei sobre a morsa e eu/Você sabe o quanto éramos próximos/Aqui vai mais uma pista pra vocês todos/A morsa era o Paul.”

## Gravação
Gravado em 11 de setembro de 1968, com todos os integrantes.
O final um tanto quanto sombrio, na qual a música corta repentinamente dando continuidade a brincadeira de mensagens subliminares, é orquestrada por George Martin. A música dita o que iria ser um dos padrões de composição de Lennon futuramente como “Cold Turkey” e “Instant Karma”. Nos trechos das referências é possível ouvir instrumentos usados nas versões originais, como a flauta de “The Fool on the Hill”, por exemplo.

## Os músicos
- John Lennon – vocal duplo, guitarra acústica
- Paul McCartney – baixo, piano, flauta doce
- George Harrison – guitarra elétrica
- Ringo Starr – bateria e outros instrumentos de percussão
- George Martin – arranjo dos instrumentos
- Henry Datyner – violino
- Eric Bowie – violino
- Norman Lederman – violino
- Ronald Thomas – violino
- John Underwood – viola
- Keith Cummings – viola
- Eldon Fox – Violoncelo
- Reginald Kilby – Violoncelo